# Weppeler
Weppeler est un hameau de la commune belge de Saint-Vith (en allemand : Sankt Vith) située en Communauté germanophone et en Région wallonne dans la province de Liège.
Avant la fusion des communes de 1977, Weppeler faisait partie de la commune de Lommersweiler.
Le 31 décembre 2015, le hameau comptait 30 habitants.

## Situation
Weppeler est un hameau frontalier implanté sur la rive droite et le versant occidental de l'Our qui fait office de frontière avec l'Allemagne.
Le hameau se situe à environ 9 km au sud-est de la ville de Saint-Vith.

## Patrimoine
Weppeler possède une chapelle située au centre du hameau. Bâtie en moellons de grès avec encadrements en briques, elle compte une seule nef et un clocheton carré.